# Brussels Indoor 1992
Il Brussels Indoor 1992 è stato un torneo di tennis giocato sintetico indoor. È stata la 12ª edizione del Brussels Indoor, che fa parte della categoria Championship Series nell'ambito dell'ATP Tour 1992. Si è giocato a Bruxelles in Belgio dal 10 al 16 febbraio 1992.

## Campioni

### Singolare maschile
Boris Becker ha battuto in finale  Jim Courier con il punteggio di 6(5)–7, 2–6, 7–6(10), 7–6(5), 7–5.

### Doppio maschile
Boris Becker /  John McEnroe hanno battuto in finale  Guy Forget /  Jakob Hlasek con il punteggio di 6–3, 6–2.